# Sodeb'O (Ultime)
Pour les articles homonymes, voir Sodebo (homonymie).
Actual depuis 2015 (-2018)
Sodeb'O est un voilier multicoque de course au large appartenant à la classe des Ultimes, mis à l'eau en 2007.
Le trimaran porte les couleurs de Sodebo de 2007 à 2015, et d'Actual depuis 2015.
Le navire abandonné depuis son chavirage le 14 décembre 2017 aurait coulé.

## Historique

### Sodeb'O
Dessiné par Nigel Irens et Benoît Cabaret, construit par Boat Speed, le trimaran est mis à l'eau sous les couleurs de Sodebo le 21 juin 2007 en Australie. Le multicoque arrive le 11 septembre 2007 à Port-la-Forêt après un demi tour du monde.
Le bateau est baptisé par Ellen MacArthur le 30 septembre 2007 au Port Olona.
Le trimaran skippé par Thomas Coville prend le départ d'un tour du monde en solitaire pour tenter de battre le record d'Ellen MacArthur et de son trimaran B&Q/Castorama. Le 6 janvier 2008, après avoir battu le record de distance en solitaire sur 24 heures, le navigateur et son bateau sont contraints à l'abandon à la suite de la perte de la crashbox du flotteur droit et prennent la direction de Cap Town pour effectuer les réparations.
En juillet 2008, le navigateur breton et son multicoque battent le record de la traversé de l'Atlantique Nord en solitaire jusqu'alors détenu par Francis Joyon et son bateau Idec,.
En décembre 2008, au cours d'une nouvelle tentative de tour du monde en solitaire, le multicoque bat de nouveau le record de distance en solitaire sur 24 heures. Le trimaran achève son tour du monde à Brest le 19 janvier 2009 sans battre le record alors tenu par Idec skippé par Francis Joyon. Le bateau rentre par la suite en chantier de rénovation et d'amélioration.
Le 10 novembre 2010, le voilier décroche la troisième place du podium de la Route du Rhum.

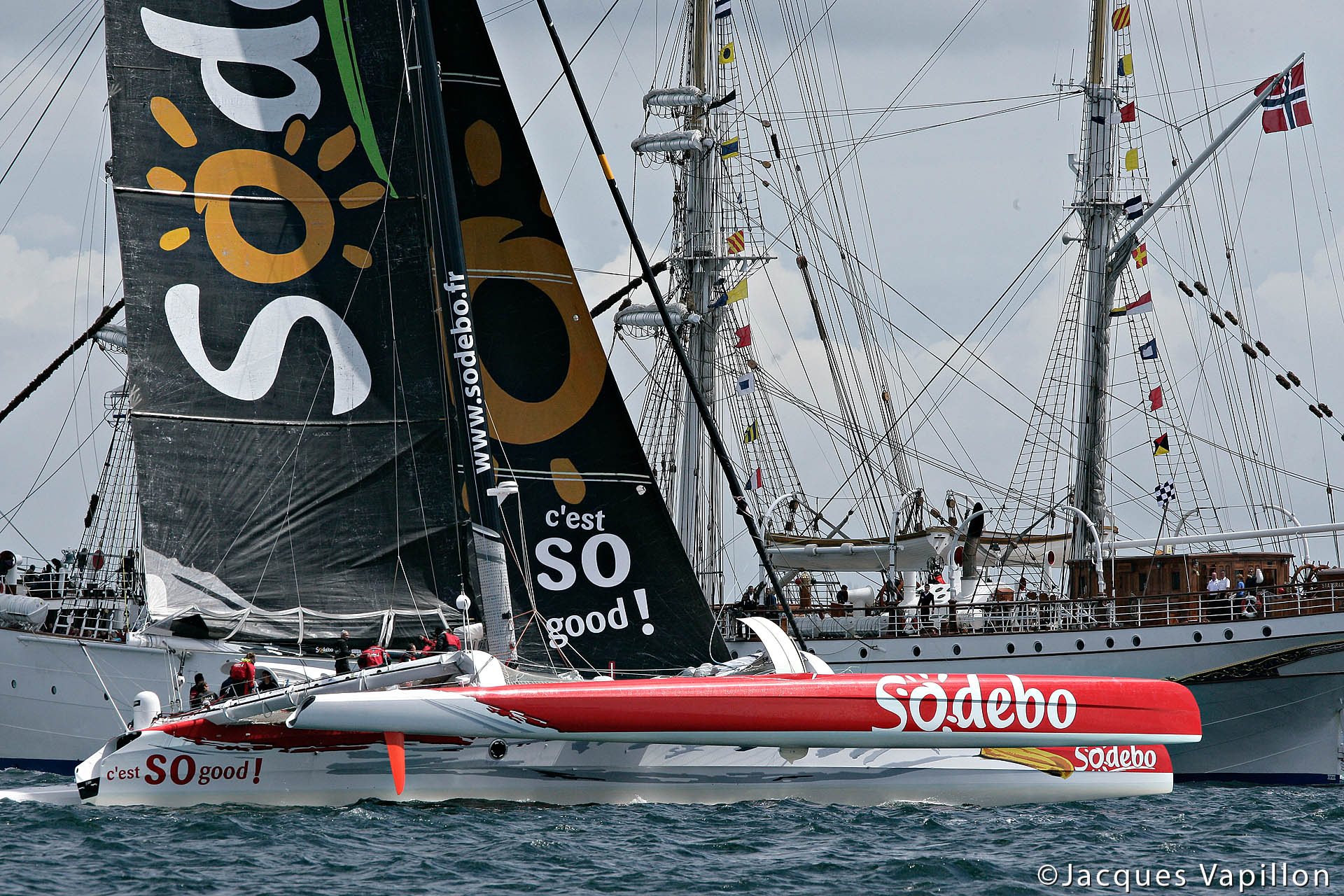
Sodeb'O durant Les Tonnerres de Brest en 2012.

Début 2011, le trimaran reprend la mer pour un nouveau tour du monde avec pour objectif le record du tour du monde en solitaire. Le 31 mars 2011, le bateau franchit la ligne d'arrivée avec plus de trois jours de retard sur le record à battre.
Au début de la saison 2012, le multicoque reçoit une nouvelle livrée. Plus tard dans l'année, le trimaran remporte le Record de la Méditerranée en solitaire et en multicoque en reliant Marseille à Carthage en 1 jour, 1 heure, 36 minutes et 36 secondes.
Fin 2013, le multicoque, qui part pour une nouvelle tentative de tour du monde, fait demi-tour peu de temps après le départ à la suite d'une avarie ayant entraîné la perte du balcon avant. Début 2014, le bateau repart pour un nouvel essai qui avorte également face au retard accumulé face au tenant du record.

### Actual
En 2015, le trimaran est racheté et prend les couleurs d'Actual. Il est confié à Yves Le Blevec avec pour objectif le Brest Ultim Challenge de 2019. Il est mis à l'eau sous ses nouvelles couleurs le 23 septembre 2015.
Pour sa première course avec le multicoque, Yves Le Blevec prend le départ de la Transat Jacques Vabre aux côtés de Baptiste Le Vaillant. À la suite d'une avarie, l'équipage prend la décision d'abandonner le 30 octobre 2015.
L'année suivante, le multicoque décroche la troisième place à New York de la Transat anglaise et remporte le Record SNSM.
Début 2017, le bateau retourne au chantier pour se préparer au mieux à la navigation en solitaire.
Le 24 novembre 2017, après une première tentative infructueuse débutée le 4 novembre, Actual s’élance à l'attaque du record du tour du monde à l'envers contre vents et marées. Cette tentative s'arrête le 14 décembre 2017 au large du cap Horn à la suite d'un chavirage faisant suite à la casse du bras de liaison gauche dans des conditions difficiles : « Trente à cinquante nœuds, rafales à soixante-dix juste avant le franchissement du cap, une mer de cinq à six mètres de creux ». Le skipper est sain et sauf, le CROSS Gris-Nez en charge pour la France des opérations internationales d'assistance en mer a alerté le MRCC Chilien. Ce MRCC a dérouté un paquebot pour venir au secours du naufragé. Le skipper est hélitreuillé par un appareil des gardes côtes chiliens. Le navire n'ayant pu être récupéré est considéré comme épave.
En février 2018, la balise de localisation cesse d'émettre sa position, ce qui laisse penser que le trimaran aurait coulé.

## Palmarès

### 2007-2015:Sodeb'O–Thomas Coville
- 2008 : 

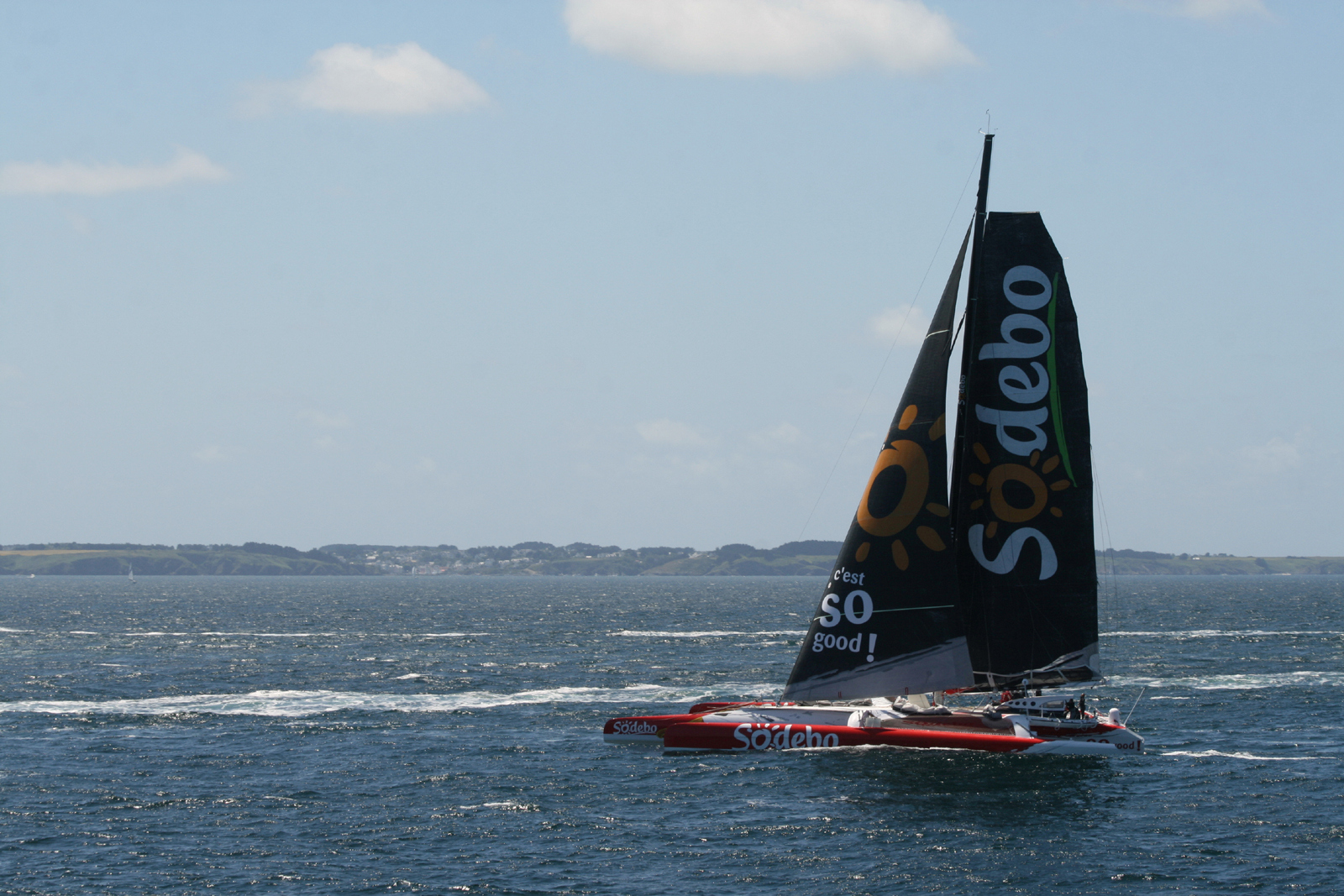
Sodeb'O lors de la Volvo Ocean Race au large de Belle-Île.

  - Record de distance en solitaire sur 24 heures
  - Record de la traversé de l'Atlantique Nord en solitaire
- 2010 : 
  - 3e de la Route du Rhum
- 2012 : 
  - 5e de l'ArMen Race[27]
  - Record de la Méditerranée en solitaire et en multicoque

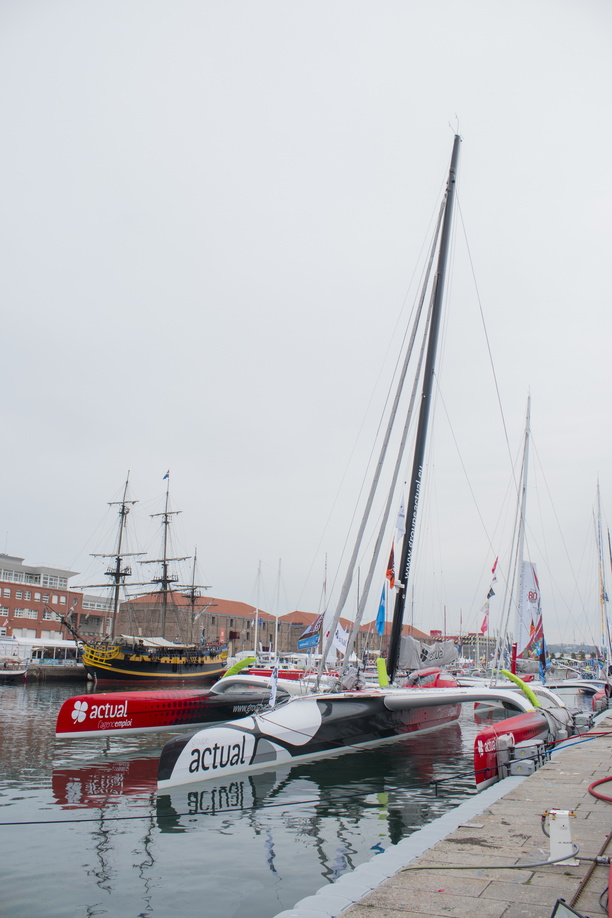
Actual à quai dans le bassin Paul Vatine du Havre durant la Transat Jacques Vabre 2015.

- 2013 :
  - 2e du Record SNSM[28]

### Depuis 2015:Actual-Yves Le Blevec
- 2016 :
  - 3e de la Transat anglaise
  - 1er du Record SNSM
- 2017 :
  - 2e du Tour de Belle Île[29]
  - 3e de l'Armen Race[30]